# Trabada (Asturien)
Trabada ist eine von sieben Parroquias der Gemeinde Grandas de Salime in der autonomen Region Asturien im Norden Spaniens. 
Die 68 Einwohner (2011) leben in 72 Gebäuden auf einer Fläche von 25,07 km², was einer Bevölkerungsdichte von 2,7 Einw./km² entspricht. Die Gemeindehauptstadt Grandas ist ca. 18 km entfernt. Die kleine Kirche von Trabada ist der Mutter Gottes (Santa María) und Nuestra Señora del Carmen geweiht. 

## Zugehörige Ortsteile und Weiler
- Folgosa
- La Coba – (A Coba)
- La Fornaza – (A Fornaza)
- Llandepereira – (Llandepireira)
- Mazo de Riodecabalos
- Molino de la Coba – (Molín Da Coba)
- Monteserín Grande – (Monteseirín Grande)
- Monteserín Pequeño – (Monteseirín Pequeno)
- Trabada
- Valías de la Coba – (Valías Da Coba)